# 郯郡 (东魏)
郯(tan)郡，中国南北朝时设置的郡。
东魏武定八年（550年），改东海郡为郯郡。治所在郯县（今山东省郯城县北），领郯、临沂、建陵、归昌四县，属东徐州。隋朝开皇初年废。 